# Mont Aiguille
Der Mont Aiguille (frei übersetzt: Felsnadel) ist ein 2087 m hoher Berg in den Französischen Alpen. Er liegt im nördlichsten Teil des Gemeindegebietes von Chichilianne. Er ist besonders wegen seiner Erstbesteigung im Jahre 1492 bekannt.

## Topographie
Der Mont Aiguille liegt 58 km südlich von Grenoble im Gebirgsmassiv des Vercors, einer Gebirgsgruppe der Voralpen des Dauphiné in den Westalpen.
Der Berg ist durch seine auffällige tafelbergartige Form gekennzeichnet. Er weist ein schmales, flaches Gipfelplateau auf, das sich vom höchsten Punkt aus ungefähr 500 Meter in südwestlicher Richtung erstreckt und zwei weitere Nebengipfel mit 2071 m und 2024 m aufweist. Die Breite des Plateaus beträgt nur 100 Meter. Unterhalb dieses Plateaus fällt der Mont Aiguille nach allen Seiten hin mit 300 Meter hohen steilen Felswänden ab. Die Waldgrenze liegt bei etwa 1500 m.

## Besteigungsgeschichte
Durch seine steilen Wände galt der Mont Aiguille im Mittelalter als unersteigbar und war auch unter dem Namen Mons Inaccessibilis bekannt. König Karl VIII. der Freundliche oder der Höfische, dem die bizarre Gestalt des Berges beschrieben wurde, befahl 1492 seinem Kammerherrn Antoine de Ville, eine Besteigung zu versuchen. Am 26. Juni 1492 erreichten de Ville und mehr als zehn weitere Expeditionsteilnehmer, darunter zwei Priester und ein Notar, mit Hilfe von Leitern und weiterer Bergsteigerausrüstung vom Pass Col de l’Aupet (1627 m) im Westen aus den Gipfel. Dort wurde eine Messe gelesen und der Berg offiziell in „Aiguille-Fort“ umbenannt, ein Name, der sich jedoch nicht durchsetzen konnte. Darüber hinaus wurden Gipfelkreuze und eine kleine Hütte errichtet. Die Expedition verbrachte sechs Tage auf dem Gipfel und ließ sich, wohlbehalten wieder „unten“ angelangt, vom einfachen Volk und von den Mitgliedern des eigens einberufenen Parlement de Grenoble huldigen.
Die Erstbesteigung gilt heute neben der Erstersteigung des Mont Ventoux durch Francesco Petrarca als eine Geburtsstunde des Alpinismus. Sie wurde von François Rabelais in seinem Quart livre beschrieben.
Erst im Jahr 1834 wurde der Mont Aiguille von dem Schafhirten Jean Liotard, einem Nachfahren eines der Erstbesteiger, zum zweiten Mal bestiegen.
1878 baute der Club Alpin Français den Weg der Erstersteiger teilweise zu einem Klettersteig aus, der bis heute als Normalweg zum Gipfel gilt. Mittlerweile gibt es am Berg auch mehrere schwierigere Kletterrouten und er wurde sogar bereits mit Skiern befahren.